# Guerre anglo-russe
 (septembre 2018).
Si vous disposez d'ouvrages ou d'articles de référence ou si vous connaissez des sites web de qualité traitant du thème abordé ici, merci de compléter l'article en donnant les références utiles à sa vérifiabilité et en les liant à la section « Notes et références ».
Guerres napoléoniennes
Pendant les guerres napoléoniennes, la guerre anglo-russe (2 septembre 1807 – 18 juillet 1812) est le conflit opposant le Royaume-Uni à la Russie, après que cette dernière a signé le traité de Tilsit, officialisant la fin de la guerre avec la France.
Les hostilités entre les Anglais et les Russes se sont limitées à de mineures actions navales dans la mer Baltique et la mer de Barents.

## Traité de Tilsit
Le 14 juin 1807, les troupes françaises commandées par Napoléon Ier battent les Russes à la Bataille de Friedland, ce qui pousse le tsar Alexandre Ier à signer le traité de Tilsit, mettant fin aux hostilités, donc à la Quatrième Coalition. Bien que le traité soit mal perçu par la cour russe, l'Empire n'eut pas d'autre choix que d'accepter du fait de la position des troupes françaises, pouvant facilement traverser le Niémen, délimitant à l'époque la frontière naturelle russe, ainsi qu'entamer l'invasion de la Russie.
Le traité stipulait le fait que la Russie devait cesser tout commerce maritime, dans le cadre du Blocus continental imposé par la France contre le Royaume-Uni, avec l'Empire britannique, dans le but de soumettre économiquement les Anglais qui seraient privés d'un des plus importants marchés. En effet, Napoléon Ier souhaitait renforcer les liens entre les nations européennes continentales par le biais du commerce, le tout dans une Europe sous domination française.

## Déroulement de la guerre

### Prélude
En septembre 1807, les Britanniques bombardent la flotte danoise et la ville de Copenhague, dans la peur que la première tombe aux mains des Français, qui pourraient prévoir un débarquement en Angleterre. Le 26 octobre, le tsar Alexandre Ier de Russie déclare officiellement la guerre au Royaume-Uni. Dans les faits, celui-ci se limite à restreindre, voire à arrêter, le commerce avec les Anglais en signe de protestation. Remarquant et respectant la position russe, les Anglais limitent les réponses militaires armées bien qu'il y ait eu divers incidents.

### Détention des vaisseaux russes
Au Royaume-Uni, la déclaration de guerre n'arrive que le 2 décembre, ce qui laisse le temps aux Anglais d'appliquer un embargo sur tous les navires russes amarrés dans les ports britanniques. Ainsi, quelque 70 bateaux ont été réquisitionnés afin de saisir la frégate Spechnoï, munie de 44 canons, et le vaisseau Wilhelmina,.
Le Spechnoï avait levé les voiles depuis la ville de Kronstadt, accompagné par le vaisseau Wilhelmina, dans le but de rejoindre l'escadre du vice-amiral Dmitri Seniavine, alors dans la mer Méditerranée. Cependant, la frégate était lente, ce qui mena à la prise des bateaux par les Anglais dans le port de Portsmouth. Il disposait à bord d'un butin que les Anglais avaient antérieurement saisi, c'est-à-dire composé de 601 167 doublons espagnols et de 140 197 ducats néerlandais, à destination du vice-amiral en tant que paye. Ainsi, chaque marin anglais à bord d'un des 70 bateaux se voyait récompensé par 14 shilling et 7 penny et demi.

### Incident de Lisbonne
En août 1807, le vice-amiral Seniavine a pour ordre de quitter la mer Méditerranée afin de rejoindre la mer Baltique, lieu où se prépare la guerre de Finlande.
Ainsi amarré dans le port de l'île de Corfou, il la quitte le 19 septembre et planifie un aller direct pour Saint-Pétersbourg.
Cependant, une tempête le force à se réfugier dans le fleuve Tage et il jette l'ancre à Lisbonne le 30 octobre. Dans le même temps, Jean VI du Portugal fuit vers le Brésil, à l'époque encore une colonie, tandis que la marine britannique bloque les accès maritimes.
Également, cette dernière intercepte un sloop russe, dans la continuité de la guerre contre la Russie, considéré comme un vaisseau ennemi.
En novembre, Napoléon, qui a placé ses troupes sous le commandement du Duc d'Abrantès dans le cadre d'une domination sur la péninsule Ibérique, commence la première invasion du Portugal et a pour objectif la prise de Lisbonne.
Pris entre deux feux, Seniavine se présente comme diplomate en se déclarant neutre, ce qui permet à sa flotte de ne pas être prise pour cible.
En août 1808, le Duc de Wellington défait les Français à Vimeiro, ce qui les force à quitter le Portugal. La flotte du vice-amiral, composée de 7 navires de ligne et d'une frégate, fait alors face à une écrasante flotte anglaise, 15 navires de ligne et 10 frégates. Celui-ci impose sa neutralité en menaçant de détruire tout bateau et de mettre à feu la ville en cas d'attaque ennemie. Il accepte finalement de signer un accord avec l'amiral sir Charles Cotton, selon lequel la marine anglaise doit escorter la flotte russe, celle-ci devant garder son pavillon accroché, jusqu'à Londres, formant ainsi une flotte anglo-russe sous le commandement du vice-amiral Seniavine puisqu'il est le plus expérimenté des marins présents. Également, deux bateaux russes, le Rafail et le Yaroslav, restent dans le port d'arrivée pour réparation.
Le 31 août, l'escadre de Seniavine quitte le port de Lisbonne pour Portsmouth. Le 27 septembre, l'Amirauté est informée que des navires ennemis sont présents et ont jeté l'ancre dans le port de Portsmouth, tout en laissant leur étendard flotter comme en temps de paix. La marine anglaise retient les bateaux russes sous divers prétextes jusqu'à ce que la météo hivernale devienne suffisamment rude pour rendre la traversée de la mer Baltique impossible. Également, les Anglais insistent auprès des Russes pour qu'ils décident d'amarrer à Arkhangelsk au lieu de Saint-Pétersbourg, en affirmant que la flotte suédoise interceptera les bateaux russes dès qu'ils franchiront le Sund.
Le 5 août 1809, après le désastre de l'expédition de Walcheren, la flotte russe peut quitter Portsmouth pour Riga, qui sera atteint le 9 septembre.

### Conflit dans la mer Baltique
En 1808, dans le cadre de la guerre de Finlande, la Russie envahit également la Suède, un proche allié du Royaume-Uni.
En effet, des Man'o'wars anglais sont envoyés afin de soutenir la flotte suédoise et remportent des victoires contre les Russes dans le golfe de Finlande, en juillet 1808 et en août 1809 . En mai 1808, les Anglais envoient une flotte commandée par le vice-amiral Sir James Saumarez dans la mer Baltique. Le 23 juin, vers l'île Naissaar qui défend la ville de Tallinn depuis la mer, la frégate anglaise Salsette, munie de 44 canons, capture la corvette russe Opyt après que son équipage a courageusement résisté. Ensuite, le Opyt est reconverti et prend le nom de HMS Baltic.

### LeCentauret leImplacablecontre leVsevolod

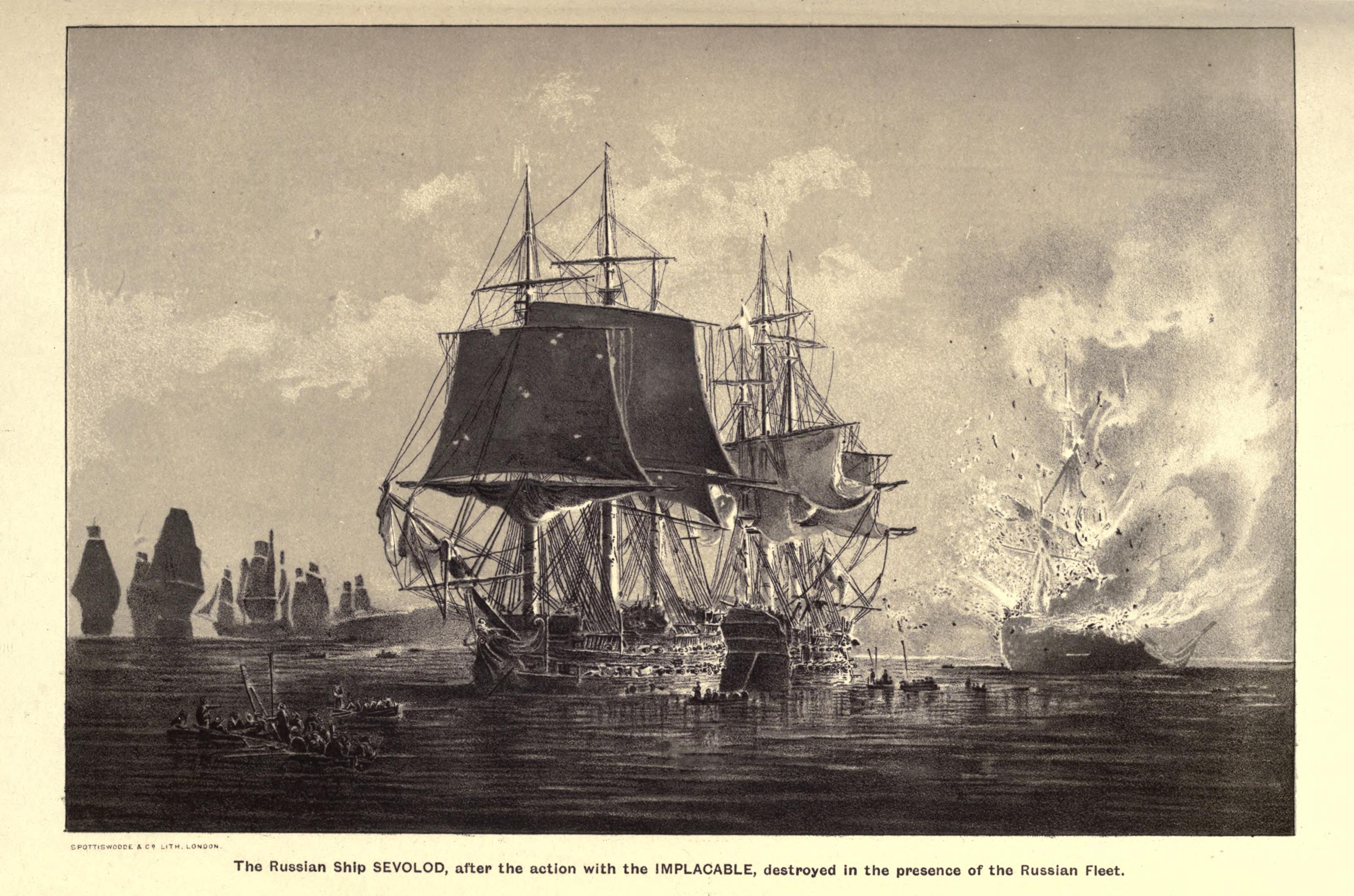
Le Vsevolod détruit en présence de la flotte russe après son combat contre le Centaur et le Implacable.

Le 9 juillet, la flotte russe commandée par l'amiral Piotr Khanykov (ru) sort des eaux de Kronstadt.
Leurs adversaires suédois placent 11 bateaux de ligne et 5 frégates vers les îles d'Örö et de Jungfrusund, sous le commandement de l'amiral Rudolf Cederström.
Le 16 août, le vice-amiral anglais sir James Saumarez envoie les bateaux de ligne de 74 canons Centaur et Implacable (ce dernier était originellement français), afin d'aider la flotte suédoise. Le 19, les deux bateaux poursuivent deux frégates russes. Le lendemain, ils rejoignent la ligne suédoise.
Le 22, la flotte russe, composée de 9 bateaux de ligne, de 5 grandes frégates et de 6 petites, décide de menacer les positions suédoises en sortant du port de Hanko. Les navires suédois et anglais ne partent d'Örö à leur rencontre que trois jours plus tard.
Les forces russes et anglo-suédoises, maintenant face à face, semblent équilibrées, jusqu'à ce que la flotte russe décide de se retirer, ce qui force les alliés à la suivre.
Cependant, les bateaux de ligne anglais sont les plus rapides et rattrapent le Vsevolod, bateau de ligne russe commandé par le capitaine Rudnew (ou Rudnoff) et muni de 74 canons : il est forcé de baisser son pavillon après avoir subi de lourds dégâts. Le jour suivant, le vice-amiral Saumarez accompagné de son escadre rejoint la flotte anglo-suédoise dans le but de bloquer l'escadre de Khanykov, qui le sera pendant quelques mois. Après l'abandon du blocus maritime, la flotte russe parviendra finalement à retourner à Kronstadt.
En 1847, la Naval General Service Medal, tout juste créée, attribuera les médailles « Implacable 26 Augt. 1808 » et « Centaur 26 Augt. 1808 » aux marins encore vivants et demandeurs, soit 41 par bateau.

### Actions des bateaux
Le 7 et le 8 juillet 1809, les bateaux Prometheus, Implacable, Bellerophon and Melpomene capturent ou détruisent des canonnières et un convoi russes sortant du port de Hanko, dans la mer Baltique. Ainsi, les canonnières russes no 5, no 10, no 13 et no 15 sont capturées.
D'ailleurs, en 1847, l'Amirauté demande à la Naval General Service Medal d'attribuer la médaille "7 July Boat Service 1809" aux 31 marins encore vivants et demandeurs.
Ensuite, le 25 juillet, 17 bateaux issus de l'escadre dirigée par les bateaux de ligne Princess Caroline, Minotaur, Cerberus et Prometheus attaquent une flottille russe composée de 4 canonnières et d'un brick en dehors de la baie de Aspö, un village proche de la ville de Fredrikshamn, à l'époque suédoise et maintenant connue sous le nom finlandais de Hamina.
Le capitaine Forrest du Prometheus commande l'opération qui aboutit à la capture des canonnières no 62, no 65 et no 66 ainsi que du brick de transport no 11. La bataille est cependant sanglante puisque, du côté anglais, on compte 19 morts et 51 blessés pour 28 morts et 59 blessés du côté russe.
En 1847, l'Amirauté demande à la Naval General Service Medal d'attribuer la médaille "25 July Boat Service 1809" aux 35 marins encore vivants et la demandant.
Malgré les victoires navales anglo-suédoises, le front finnois sur terre est largement dominé par les Russes, qui forcent la Suède à signer le traité de Fredrikshamn, imposant la cession du Grand-Duché de Finlande à la Russie tout en laissant le droit aux navires anglais d'accoster dans les ports suédois.
En parallèle, depuis août 1808, les troupes françaises et danoises menacent les possessions suédoises en Europe du Nord jusqu'au 6 janvier 1810, où la Russie joue le rôle de médiateur entre la Suède et le France, concluant le traité de Paris, c'est-à-dire l'intégration de la Suède au blocus continental, la déclaration de guerre contre le Royaume-Uni (dans le cadre des guerres napoléoniennes) et la fermeture des ports aux navires britanniques.

### Raids navals dans la mer de Barents
En même temps, c'est-à-dire depuis 1807, a lieu la guerre des canonnières contre le Royaume de Danemark-Norvège, menant la marine anglaise à étendre l'embargo, du commerce, jusqu'aux eaux russes et à mener des incursions dans la mer de Barents. Ainsi, les villes de Hasvik et de Hammerfest, toutes deux norvégiennes, subissent des raids anglais afin de perturber le commerce des Pomors, s'étalant dans toute la mer Blanche, donc avec les Russes.
En juin 1809, le HMS Nyaden participe à une voire à deux actions. Premièrement, sa flotte mène un raid nocturne sur l'île Kildine, débarrassant ainsi une garnison russe. Également, les bateaux accompagnant le Nyaden capturent 22 à 23 caboteurs, naviguant dans la Kola ou à contre-courant dans la ville de Mourmansk. Divers vaisseaux russes qui naviguent dans la mer sont également saisis en tant que récompenses.
La flotte du Nyaden est probablement la première à assiéger le territoire russe par le biais des places fortifiées en Kola. Parallèlement, les Anglais réquisitionnent les entrepôts appartenant aux Russes dans la mer Blanche, établis depuis 1803 dans la ville d'Arkhangelsk. Le journal The Times affirme qu'il s'agit de la première attaque des Anglais sur le territoire russe alors que celle sur l'île Kildine est survolée voire négligée.
Le 3 août 1810, le brick Gallant capture le St. Peder. Le 2 janvier suivant, ce même bateau appréhende le Restorateur, un bateau de corsaire danois, vers la côte norvégienne alors qu'il est équipé de six canons de 12 livres ainsi que de 19 marins. Dans les mois qui suivent, de nombreux vaisseaux danois et russes sont capturés, tel le Victoria, navire russe, le 5 avril. Le 1er août, la frégate anglaise Alexandria capture les vaisseaux russes Michael, Ivan Isasima, et St. Oluff, avec leurs cargos.

### Iran
Durant la guerre russo-persane de 1804-1813, de nombreux officiers anglais, logés dans l'ambassade de Sir John Malcolm de 1809, entraînent l'armée réformée de Perse. L'un d'entre eux, William Monteith, accompagne Abbas Mirza dans l'une de ses campagnes en Géorgie, sans succès, puis commande les garnisons de la ville de Erevan.

## Issue
Au cours des guerres napoléoniennes, Alexandre Ier, empereur de Russie, essaie de garder son pays aussi neutre que possible. En effet, du côté anglais, la Russie continue secrètement le commerce maritime malgré le blocus continental. Par ailleurs, en 1810, le Russie se retire du blocus au profit du commerce avec les Anglais, qui ne cessera de se développer,.
Au contraire, du côté français, les ambitions des deux empereurs s'affrontent au niveau de l'Empire Ottoman. En outre, Napoléon Ier, dès le début du XIXe siècle, souhaite démembrer ce dernier, prendre possession dans les Balkans et détourner les regards russes vers l'Asie, notamment dans la perspective d'une campagne conjointe vers les Indes. D'un autre côté, Alexandre Ier veut contrôler Constantinople et les détroits, dans le but de rassembler les populations slaves.
Ainsi, les relations franco-russes se dégradent après 1810 puis, en 1811, Napoléon Ier ne respecte pas le traité de Tilsit, où les deux empires deviennent « alliés », en n'assistant pas la Russie dans sa guerre contre l'Empire Ottoman.
Une guerre serait donc imminente entre la France et la Russie. Par conséquent, Alexandre Ier prépare le terrain diplomatiquement en signant avec la Suède un pacte d'assistance mutuelle en avril 1812. Un mois après, l'empereur peut sécuriser le front sud à la suite du traité de Bucharest de 1812, qui finalise la guerre avec l'Empire Ottoman.
Après l'invasion de la Russie par la France en juin, les Anglais et Russes signent le traité de Orebro le 18 juillet 1812, mettant fin à la guerre anglo-russe. Le même jour au même endroit, les Anglais et les Suédois signent un autre traité du même nom, mettant fin à la guerre anglo-suédoise (1810-1812) sans engagement et sans pertes.